# Sonic Boom
Sonic Boom (с англ. — «Звуковой Удар») — девятнадцатый студийный альбом американской хард-рок-группы Kiss, вышедший в 2009 году, спустя 11 лет после выхода последней студийной работы, Psycho Circus.

## Об альбоме
Альбом записывался в Conway Recording Studios в Голливуде.

"Цель этого альбома не состоит в том, чтобы люди вспомнили, что мы где-то рядом — люди должны понять, что мы всё ещё можем "нокаутировать" любого!.
Оригинальный текст (англ.)The purpose of this album isn't to let people know that we're still around - it's to let people know we can still knock out anybody who's out there!
Обложку Sonic Boom разработал художник Майкл Дорет (автор обложки альбома Rock and Roll Over 1976 года).
В поддержку альбома Kiss выступили хэдлайнерами фестиваля Rock am Ring в 2010 году.
В качестве бонуса к альбому вторым диском прилагается Kiss Klassics (до этого выходивший в Японии под именем Jigoku-Retsuden), представляющий собой лучшие хиты группы, полностью перезаписанные в студии текущим составом.

## Список композиций
| №                   | Название                                                                    | Автор(ы)             | Основной вокал      | Длительность |
| ------------------- | --------------------------------------------------------------------------- | -------------------- | ------------------- | ------------ |
| 1.                  | «Modern Day Delilah» (с англ. — «Современная Делайла»)                      | Пол Стэнли           | Стэнли              | 3:37         |
| 2.                  | «Russian Roulette» (с англ. — «Русская Рулетка»)                            | Джин Симмонс, Стэнли | Симмонс             | 4:32         |
| 3.                  | «Never Enough» (с англ. — «Никогда Не Достаточно»)                          | Стэнли, Томми Тайер  | Стэнли              | 3:26         |
| 4.                  | «Yes I Know (Nobody's Perfect)» (с англ. — «Да, Я Знаю (Никто не Идеален)») | Симмонс              | Симмонс             | 3:02         |
| 5.                  | «Stand» (с англ. — «Стою»)                                                  | Стэнли, Симмонс      | Стэнли, Симмонс     | 4:50         |
| Общая длительность: | Общая длительность:                                                         | Общая длительность:  | Общая длительность: | 19:27        |

| №                   | Название                                                    | Автор(ы)               | Основной вокал      | Длительность |
| ------------------- | ----------------------------------------------------------- | ---------------------- | ------------------- | ------------ |
| 6.                  | «Hot and Cold» (с англ. — «Горячая и Холодная»)             | Симмонс                | Симмонс             | 3:36         |
| 7.                  | «All for the Glory» (с англ. — «Всё Ради Славы»)            | Стэнли, Симмонс        | Эрик Сингер         | 3:49         |
| 8.                  | «Danger Us» (с англ. — «Опасность в Нас»)                   | Стэнли                 | Стэнли              | 4:22         |
| 9.                  | «I'm an Animal» (с англ. — «Я Зверь»)                       | Стэнли, Симмонс, Тайер | Симмонс             | 3:47         |
| 10.                 | «When Lightning Strikes» (с англ. — «Когда Ударяет Молния») | Тайер, Стэнли          | Тайер               | 3:45         |
| 11.                 | «Say Yeah» (с англ. — «Скажи "Да"»)                         | Стэнли                 | Стэнли              | 4:27         |
| Общая длительность: | Общая длительность:                                         | Общая длительность:    | Общая длительность: | 23:46        |

### 2 Диск
| №                   | Название                    | Автор(ы)                           | Ведущий вокал (Оригинальный альбом, год) | Длительность |
| ------------------- | --------------------------- | ---------------------------------- | ---------------------------------------- | ------------ |
| 1.                  | «Deuce»                     | Симмонс                            | Симмонс (Kiss, 1974)                     | 3:08         |
| 2.                  | «Detroit Rock City»         | Стэнли, Боб Эзрин                  | Стэнли (Destroyer, 1976)                 | 3:57         |
| 3.                  | «Shout It Out Loud»         | Стэнли, Симмонс, Эзрин             | Стэнли, Симмонс (Destroyer, 1976)        | 2:54         |
| 4.                  | «Hotter Than Hell»          | Стэнли                             | Стэнли (Hotter Than Hell, 1974)          | 3:10         |
| 5.                  | «Calling Dr. Love»          | Симмонс                            | Симмонс (Rock and Roll Over, 1976)       | 3:26         |
| 6.                  | «Love Gun»                  | Стэнли                             | Стэнли (Love Gun, 1977)                  | 3:14         |
| 7.                  | «I Was Made For Lovin' You» | Стэнли, Вини Понциа, Дезмонд Чайлд | Стэнли (Dynasty, 1979)                   | 4:42         |
| 8.                  | «Heaven’s on Fire»          | Стэнли, Чайлд                      | Стэнли (Animalize, 1984)                 | 3:24         |
| 9.                  | «Lick It Up»                | Стэнли, Винни Винсент              | Стэнли (Lick It Up, 1983)                | 3:56         |
| 10.                 | «I Love It Loud»            | Симмонс, Винсент                   | Симмонс (Creatures of the Night, 1982)   | 4:09         |
| 11.                 | «Forever»                   | Стэнли, Майкл Болтон               | Стэнли (Hot in the Shade, 1989)          | 3:53         |
| 12.                 | «Christine Sixteen»         | Симмонс                            | Симмонс (Love Gun, 1977)                 | 2:59         |
| 13.                 | «Do You Love Me»            | Стэнли, Эзрин, Ким Фоули           | Стэнли (Destroyer, 1976)                 | 3:39         |
| 14.                 | «Black Diamond»             | Стэнли                             | Сингер, Стэнли (вступление) (Kiss, 1974) | 4:20         |
| 15.                 | «Rock and Roll All Nite»    | Стэнли, Симмонс                    | Симмонс (Dressed to Kill, 1975)          | 2:49         |
| Общая длительность: | Общая длительность:         | Общая длительность:                | Общая длительность:                      | 53:40        |

### 3 Диск
| №                   | Название                 | Длительность |
| ------------------- | ------------------------ | ------------ |
| 1.                  | «Deuce»                  | 5:23         |
| 2.                  | «Hotter Than Hell»       | 5:14         |
| 3.                  | «C’mon and Love Me»      | 3:17         |
| 4.                  | «Watchin' You»           | 4:34         |
| 5.                  | «100,000 Years»          | 8:45         |
| 6.                  | «Rock and Roll All Nite» | 7:01         |
| Общая длительность: | Общая длительность:      | 34:14        |

## Участники записи
- Пол Стэнли — ритм-гитара, вокал
- Джин Симмонс — бас-гитара, вокал
- Томми Таер — соло-гитара, вокал
- Эрик Сингер — ударные, вокал

Другие музыканты:
Брайн Вилан — клавишные